# Please, Please
«Please, Please» es una canción de banda británica McFLY de su tercer álbum Motion In The Ocean, realizado en un CD doble que contenía una versión de la canción de Queen "Don't Stop Me Now".
El sencillo entró en el UK Singles Chart el 23 de julio de 2006 en la primera posición.

## Información
Escrita por McFLY y J. Perry. Habla acerca de una chica pelirroja llamada Lindsay, que se supone que puede ser la actriz Lindsay Lohan. Según algunos medios la canción sí fue escrita para Lindsay, puesto que durante la filmación de la película Just My Luk mantuvo una relación sentimental con el baterista de la banda Harry Judd.
Lindsay lo ha negado, aunque los demás miembros de la banda apoyan la versión de Judd.

## Video
El vídeo comienza con la banda en un hospital, dónde se encuentran hospitalizados, allí se enamoran de una enfermera de nombre Lindsay.
También se caracteriza por el desnudo que hace la banda, en el que solo se cubren con sus instrumentos musicales.

## Posicionamiento
| Listas (2006)                    | Posición |
| -------------------------------- | -------- |
| UK Singles Chart                 | 1        |
| Irish Singles Chart              | 15       |
| U.S. Billboard European Hot 100  | 4        |
| U.S. Billboard Hot Digital Songs | 15       |